# دون هينلي
دون هينلي (بالإنجليزية: Don Henley)‏ هو ملحن وموسيقي ومغن مؤلف ومغني وطبال وعازف بيانو وعازف قيثارة أمريكي، ولد في 22 يوليو 1947 في غلمر في الولايات المتحدة.

## وصلات خارجية
- الموقع الرسمي
- دون هينلي على موقع IMDb (الإنجليزية)
- دون هينلي على موقع الموسوعة البريطانية (الإنجليزية)
- دون هينلي على موقع روتن توميتوز (الإنجليزية)
- دون هينلي على موقع ميوزك برينز (الإنجليزية)
- دون هينلي على موقع رولينغ ستون (الإنجليزية)
- دون هينلي على موقع إن إن دي بي (الإنجليزية)
- دون هينلي على موقع أول ميوزيك (الإنجليزية)
- دون هينلي على موقع ديسكوغز (الإنجليزية)
- دون هينلي على موقع قاعدة بيانات الفيلم (الإنجليزية)